# Fəridə Əzizova
Fəridə Əzizova –també escrit com Farida Azizova– (Qusar, 6 de juny de 1995) és una esportista azerbaidjanesa que competeix en taekwondo.
Va guanyar una medalla de bronze eal Campionat Mundial de Taekwondo de 2013 i una medalla de bronze al Campionat Europeu de Taekwondo de 2014. Als Jocs Europeus de Bakú 2015 va aconseguir una medalla de plata en la categoria de –67 kg.

## Palmarès internacional
| Campionat Mundial | Campionat Mundial   | Campionat Mundial | Campionat Mundial |
| Any               | Lloc                | Medalla           | Categoria         |
| ----------------- | ------------------- | ----------------- | ----------------- |
| 2013              | Puebla ( Mèxic)     | 3                 | –67 kg            |
| Jocs Europeus     |                     |                   |                   |
| Any               | Lloc                | Medalla           | Categoria         |
| 2015              | Bakú ( Azerbaidjan) | 2                 | –67 kg            |
| Campionat Europeu |                     |                   |                   |
| Any               | Lloc                | Medalla           | Categoria         |
| 2014              | Bakú ( Azerbaidjan) | 3                 | –67 kg            |